# Sirius B (альбом)
Sirius B — дванадцятий музичний альбом шведського симфо-метал гурту Therion. Альбом має назву зірки Сіріус B. Був випущений одночасно з Lemuria 24 травня 2004 року на лейблі Nuclear Blast.

## Список композицій
| #   | Назва                                      | Тривалість |
| --- | ------------------------------------------ | ---------- |
| 1.  | «The Blood of Kingu»                       | 5:45       |
| 2.  | «Son of the Sun»                           | 5:36       |
| 3.  | «The Khlysti Evangelist»                   | 5:39       |
| 4.  | «Dark Venus Persephone»                    | 4:02       |
| 5.  | «Kali Yuga, Part 1»                        | 3:28       |
| 6.  | «Kali Yuga, Part 2»                        | 5:48       |
| 7.  | «The Wondrous World Of Punt»               | 7:19       |
| 8.  | «Melek Taus»                               | 5:32       |
| 9.  | «Call Of Dagon»                            | 4:14       |
| 10. | «Sirius B»                                 | 3:44       |
| 11. | «The Voyage Of Gurdjieff (The Fourth Way)» | 5:57       |

## Концепція текстів
Альбом посилається на древню культуру та міфологію:
1. Кінгу — демон в шумерській міфології, з крові якого були створені всі люди.
2. Ехнатон — фараон, який віддавав перевагу Атону-Сонце серед інших богів і був проклятий.
3. Хлисти — християнська секта в Росії. Григорій Распутін, основна фігура пісні, як вважають, входив до складу секти.
4. Персефона — дружина Аїда, бога мертвих у грецькій міфології.
5. Калі Юґа в індуїзмі є «темним віком» страждань, остання епоха до оновлення часу.
6. Земля Пунт — таємниче втрачене королівство в стародавній східній Африці.
7. Малак-Тавус —  голова ангелів в релігії єзидів.
8. Дагон є древнім семітським богом моря. Він також зустрічається у багатьох книгах міфів Ктулху.
9. Георгій Гурджиєв — вірменський містик, філософ і мандрівник, фахівець в області культури єзидів.

## Учасники запису

### Особистий склад
- Крістофер Йонссон — ритм-гітара, мандоліна ("The Wondrous World of Punt"), класичні та хорові аранжування.
- Крістіан Німан — гітара, ритм-гітара, акустична гітара, мандоліна ("The Wondrous World of Punt")
- Йохан Німан — бас-гітара, мандоліна ("The Wondrous World of Punt")

### Запрошені музиканти
- Richard Evensand — ударні, гонг ("Kali Yuga, Part 2")
- Стін Расмуссен —  орган Хаммонда
- Lars Sømod Jensen — церковний орган
- Матс Левен — вокал ("The Blood of Kingu", "The Khlysti Evangelist", "Kali Yuga part 2")
- Петро Вавженюк — вокал ("Dark Venus Persephone", "Kali Yuga part 1", "Melek Taus")

### Оркестр і хор
- Празький філармонічний оркестр (чеськ. Filharmonici města Prahy)
- Kūhn Mixed Choir